# Barbro Fischerström
Barbro Fischerström, född 22 juni 1943, är en (tidigare) svensk företagsledare. 1986 mottog hon utmärkelsen Årets yrkeskvinna som den första kvinnliga flygplatschefen i Sverige.
Fischerström har haft ett antal olika ledande befattningar inom det svenska näringslivet. Från 1986 var hon chef för Arlanda flygplats.
Åren 1994–2008 var Fischerström VD för Tidningsutgivarna.
2008 valdes Barbro Fischerström till ny ordförande för pensionsbolaget PP Pension, där Tidningsutgivarna, Svenska Journalistförbundet och Unionen är huvudmän. Då hade Fischerström sedan ett antal år suttit i bolagets styrelse.
Fischerström har bland annat fungerat som sakkunnig i olika sammang. 1993–95 var hon sakkunnig i 1993 års statliga domarutredning. Åren 1985–1994 var hon vice ordförande i Arbetsdomstolen.
Fischerström är bosatt i Stockholm.